# انفجار ميهالستي
وقع انفجار ميهالستي (بالرومانية: Explozia de la Mihăilești) في 24 مايو 2004 في قرية ميهالستي، إقليم بوزاو، رومانيا. انقلبت شاحنة محملة بنترات الأمونيوم واشتعلت فيها النيران قبل أن تنفجر بعد ساعة، مما أسفر عن مقتل 18 شخصًا على الأقل وإصابة 13 آخرين.
في الساعة 4:57 صباحًا بالتوقيت المحلي، انقلبت شاحنة محملة بـ 20 طنًا من نترات الأمونيوم على الطريق السريع E85 الذي يربط بين بوخارست ومولدافيا. بعد الحادث بوقت قصير، اشتعلت النيران في الشاحنة، ثم اتصل السائق على الفور برقم الطوارئ. وصلت سيارتا إطفاء إلى مكان الحادث بعد 20 دقيقة وبدأت في إخماد النيران. وصل طاقم تلفزيوني أيضًا وبدأ في تصوير برنامج إخباري. في غضون ذلك، تجمع قرويون فضوليون حول موقع الحادث.
في الساعة 5:47 صباحًا، وقع انفجار صغير في مقصورة الشاحنة، تبعه بعد دقيقتين انفجار أكبر، مما أسفر عن مقتل 7 من رجال الإطفاء، وطاقم التلفزيون (مُراسلين من قناة Antena 1)، بالإضافة إلى العديد من القرويين وسائق الشاحنة (المجموع 18 شخصا)، كما أُصيب 13 آخرون.
ومن بين القتلى الـ18، كان لا بد من التعرف على شخصين (سائق الشاحنة وأحد رجال الإطفاء) عن طريق الفحص الجيني. خلّف الانفجار حفرة بعمق 6.5 متر، وبقايا بشرية وحطام متناثرة على مدى عدة مئات من الأمتار، وتسبب في أضرار بلغت حوالي 70 ألف يورو.
بعد هذا الحدث، تم تجويد شروط السلامة والصحة المهنية الخاصّة بنقل المواد الكيميائية وتم تصنيف نترات الأمونيوم كمركب كيميائي خطير. اتُّهِمَ مديرو الشركتين المتورطتين في نقل هذه المادة دون إجراءات السلامة بجريمة القتل باهمال وإتلاف الممتلكات. وأدين جميعهم وحكم عليهم بالسجن 4 سنوات، فضلا عن دفع تعويضات لأسر الضحايا.